# Paul Ioannidis
Paul J. Ioannidis (Berlín, 22 de febrero de 1924-1 de mayo de 2021) fue un piloto y combatiente de la Resistencia griego nacido en Alemania.

## Biografía
Nació en Berlín el 22 de febrero de 1924 y se crio en Atenas.
Durante los primeros días de 1943, a los 18 años, se unió a la Resistencia contra la ocupación germano-italiana. Primero, se unió al equipo de Nikiforos en el Ejército Popular de Liberación de Grecia (ELAS) y posteriormente a la "Fuerza 133", una unidad militar aliada que operaba en la Grecia ocupada, que era parte del "Ejecutivo de Operaciones Especiales" (SOE) británico.
En junio de 1944, siguiendo órdenes del Comando Aliado de Oriente Medio, escapó de Grecia junto con dos oficiales británicos, McIntyre, Bob Morton, y llegó a El Cairo. Fue honrado por su valentía durante la guerra por el rey Jorge VI con la "Medalla del Rey al Coraje" (KMC) del Imperio Británico y con un Certificado de Reconocimiento del Mariscal de Campo británico Lord Alexander. Devolvió estas distinciones en protesta por carecer de valor a Charles Peake, embajador británico en Atenas, el 10 de mayo de 1956 el mismo día en que los chipriotas, luchadores por la libertad de EOKA Karaolis y Dimitriou fueron ejecutados en Nicosia.
Fue entrenado como piloto de combate por la RAF británica. Posteriormente, se unió a la Real Fuerza Aérea Helénica y sirvió hasta 1947. Fue contratado por la aerolínea griega TAE, que se convirtió en Olympic Airways (OA), cuando Aristóteles Onassis (ASO) adquirió la compañía en 1957. En OA sirvió, sucesivamente, como Instructor Jefe, Piloto Jefe, Director de Operaciones de Vuelo y finalmente como director general hasta diciembre de 1974.
En su testamento, ASO lo nombró miembro vitalicio de la Junta Directiva (BOD) de la “ Fundación Onassis ”, establecida en diciembre de 1975. Continuó volando con OA hasta febrero de 1984 cuando se jubiló. Logró más de 22.500 horas como Capitán e Instructor. Durante un período de 12 años, también piloteó con la Familia Real como Capitán en aviones olímpicos y VIP de la Fuerza Aérea Griega.
Desde el comienzo de su carrera, se ocupó de la parte más crucial de la aviación, "Seguridad de vuelo". Era bien conocido y constatado desde mediados de los años 50 que “la Debilidad del Elemento Humano” conduce al “error humano”, que es la principal causa de todos los accidentes en el ámbito del transporte (tierra-mar-aire), así como en todos los demás campos en los que está involucrado un ser humano.
Esta debilidad se resolvió con éxito en el campo del transporte aéreo mediante la implementación de: entrenamiento periódico riguroso, uso de simuladores y listas de verificación, procedimientos / regulaciones estándar, en un espíritu de trabajo en equipo, coordinación, mentalidad correcta y autodisciplina; el llamado "concepto de aerolínea".
Habiendo adquirido un conocimiento profundo de la filosofía de la aviación y una amplia experiencia como instructor de vuelo, y luego de una preparación de 4 años, implementó exitosamente en 1982 el “Concepto de Aerolínea” a la flota de Onassis. Por lo tanto, el Grupo Onassis se convirtió en un pionero mundial en su esfuerzo por mejorar aún más de manera efectiva la seguridad del barco, la tripulación, la carga y el entorno marítimo.
Durante el período 1975-1984 también participó en las actividades comerciales de la Fundación Onassis. Finalmente asumió las funciones de Director Ejecutivo de Operaciones Navales y Comerciales (CEO), cargo que ocupó hasta 1995. También se desempeñó como Vicepresidente de ambas Fundaciones - comercial y de beneficio público - hasta 2005.
Se desempeñó como presidente del BOD de todas las empresas propiedad de Christina Onassis y fue uno de los ejecutores de su testamento.